# Igreja da Fonte Vivificante (Dervenosalesi)
A Igreja da Fonte Vivificante (em grego: Ζωοδόχος Πηγή; romaniz.: Zoodóchos Pigi; lit. "Fonte Vivificante") é uma igreja bizantina na vila de Píli, Beócia (formalmente conhecida como Dervenosalesi), que fez parte dum antigo mosteiro.

## Vida
Situado aproximadamente a 5 km a oeste da vila, a igreja moderna foi originalmente o nártex do católico dum mosteiro. O mosteiro é de outro modo desconhecido e não é mencionado em qualquer fonte ou inscrição, mas o nome "Mosteiro de Esterna" pode ser aplicável a ele. Por outro lado, é possível que este mosteiro é associável ao "Mosteiro da Teometor" mencionado na hagiografia de São Melécio, o Jovem, que de todo modo é datável para o fim do século XI. Estilisticamente falando, foi datada para o final do século XII.
O católico, cujas fundações sobrevivem, foi uma igreja cupular de tipo cruz inscrita com três absides semicirculares, e ostentou uma decoração no piso de mármore incrustado em padrões geométricos muito similar ao vizinho Mosteiro de São Lucas. O católico colapsou ca. 1890, e o nártex foi transformado na atual igreja. O nártex é grosseiramente octogonal, com quatro abóbadas centrais transversais e nichos nos cantos. Do resto do mosteiro, apenas porções dos muros circundantes e, ao norte, as fundações das termas do mosteiro, datáveis do século XIII, sobrevivem.